# Département Charente
Das Département de la Charente [ʃaˈʀãt] ist das französische Département mit der Ordnungsnummer 16. Es liegt in der Region Nouvelle-Aquitaine im Westen des Landes und ist nach dem Fluss Charente benannt.

## Geographie
Das Département Charente grenzt im Norden an die Départements Deux-Sèvres und Vienne, im Osten an das Département Haute-Vienne, im Südosten an das Département Dordogne und im Westen an das Département Charente-Maritime.
Wichtigster Fluss ist die namensgebende Charente, die das Département von Norden her erreicht, in der zentral gelegenen Hauptstadt Angoulême nach Westen dreht und das Département bei Cognac verlässt. Den äußersten Nordosten des Départements entwässert die Vienne, den Süden die Dronne, die dort teilweise die Grenze zum Département Dordogne bildet.

## Geschichte
Das Département Charente entstand während der Französischen Revolution am 4. März 1790. Es entspricht weitgehend der alten Provinz Angoumois.
Im Zweiten Weltkrieg war das Département nach dem Waffenstillstand von Compiègne während der ersten Jahre der deutschen Besetzung Frankreichs von der für Menschen und Waren nur mit Genehmigung passierbaren Demarkationslinie zwischen der besetzten und der „freien“ Zone durchtrennt.
Von 1960 bis 2015 gehörte es der Region Poitou-Charentes an, die 2016 in der Region Nouvelle Aquitaine aufging.
Ein Beleg für die steinzeitliche Besiedlung findet sich in der Nekropole von Boixe und in der Nekropole von Édon.

## Städte
Die bevölkerungsreichsten Gemeinden des Départements Charente sind:
| Stadt                     | Einwohner (2022) | Arrondissement |
| ------------------------- | ---------------- | -------------- |
| Angoulême                 | 41.423           | Angoulême      |
| Cognac                    | 18.466           | Cognac         |
| Soyaux                    | 10.057           | Angoulême      |
| La Couronne               | 7.759            | Angoulême      |
| Saint-Yrieix-sur-Charente | 7.556            | Angoulême      |
| Ruelle-sur-Touvre         | 7.396            | Angoulême      |
| Gond-Pontouvre            | 5.884            | Angoulême      |
| L’Isle-d’Espagnac         | 5.691            | Angoulême      |
| Champniers                | 5.237            | Angoulême      |

## Verwaltungsgliederung

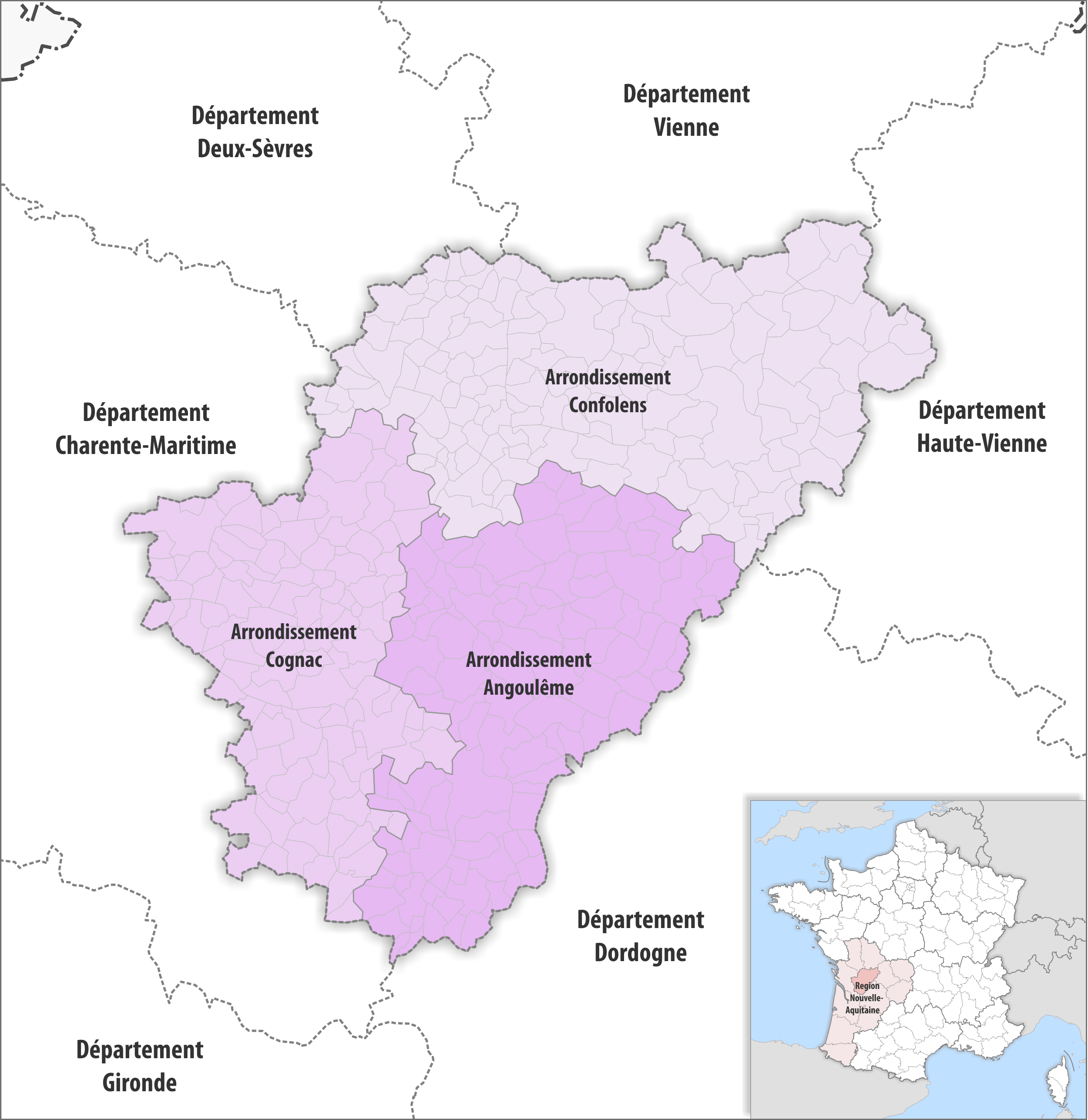
Gemeinden und Arrondissemente im Département Charente

Das Département Charente gliedert sich in 3 Arrondissements, 19 Kantone und 359 Gemeinden:
| Arrondissement       | Kantone | Gemeinden | Einwohner 1. Januar 2022 | Fläche km² | Dichte Einw./km² | Code INSEE |
| -------------------- | ------- | --------- | ------------------------ | ---------- | ---------------- | ---------- |
| Angoulême            | 10      | 114       | 181.817                  | 1.867,58   | 97               | 161        |
| Cognac               | 6       | 107       | 98.817                   | 1.670,83   | 59               | 162        |
| Confolens            | 4       | 138       | 70.969                   | 2.417,58   | 29               | 163        |
| Département Charente | 19      | 359       | 351.603                  | 5.955,99   | 59               | 16         |

Siehe auch:
- Liste der Gemeinden im Département Charente
- Liste der Kantone im Département Charente
- Liste der Gemeindeverbände im Département Charente